# 미국 지진해일 경보 센터

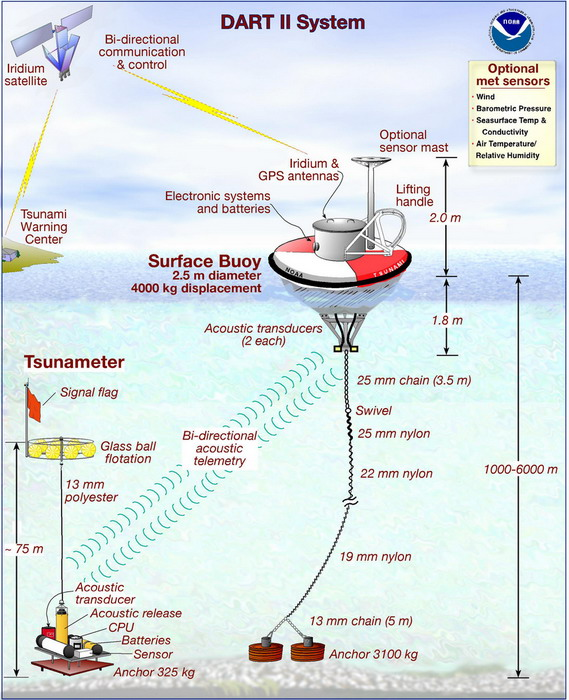
미국 NOAA의 지진해일 경보 체계인 DAR II의 구조도.

미국 지진해일 경보 센터(National Tsunami Warning Center, NTWC)는 국제 지진해일 경보 체게(TWC)의 일부로 하와이, 카리브해, 멕시코만을 제외한 미국과 캐나다 전 해안 지역의 지진해일 활동을 감시하는 기관이다. 본부는 알래스카주 팔머에 있으며, 미국 해양대기청(NOAA) 소속으로 활동하고 있다.
NTWC는 전 세계의 지진을 감시하고 분석하여 미국 내에서 영향받는 지역의 관계자들에게 해안 지역에서 대피하고 심해로 선박을 이동시키라는 등 경고 및 권고를 발령한다.

## 발령문 종류
지진 데이터에 따라 NTWC는 다음과 같은 유형의 발령문을 보낸다.

### 경보 (Warning)
쓰나미 경보(tsunami warning)는 광범위한 침수를 일으킬 수 있는 쓰나미가 임박하였거나, 예상되거나, 발생했을 때 발령된다. 쓰나미 경보가 발령된 지역은 강력한 해일을 동반한 위험한 해안 지대 침수가 발생할 수 있으며, 최초 쓰나미 도착 후 수 시간동안 지속될 수 있음을 경고한다.

### 주의보 (Advisory)
쓰나미 주의보(tsunami advisory)는 강력한 해일이나 파도를 일으킬 수 있는 가능성이 존재하는 쓰나미가 물 속이나 물가의 사람들에게 곧 닥치거나, 예상되거나, 발생했을 때 발령된다. 쓰나미 위협은 쓰나미 도착 후 수 시간동안 지속될 수 있으나 주의보 대상 지역에서는 심각한 해안 침수 사태가 예상되지는 않는다.

### 예보 (Watch)
쓰나미 예비보, 혹은 쓰나미 예보(tsunami watch)는 차후 감시 대상 지역에 영향을 미칠 수 있는 사건을 응급 관계자와 대중에게 알리기 위해 발령하는 발령문이다. 차후 추가 정보나 분석이 들어오면서 예보를 주의보나 경보로 상향하거나 취소할 수 있다. 예보는 보통 파괴적인 쓰나미가 진행 중임이 확인되기 전에 지진 정보를 바탕으로 발령한다.

### 정보문 (Information statement)
쓰나미 정보문(tsunami information statement)은 지진이 발생하였거나 해양 다른 지역에 쓰나미 경보, 주의보, 예보가 발령되었음을 관계자나 대중에게 알리기 위해 발령하는 유형이다. 대부분의 경우 해안 지역에서 지진이 감지되었을 수 있으므로 쓰나미의 위협이 없음을 알리고 불필요한 대피를 방지하기 위해 정보문을 발령한다.

### 취소령
취소령(Cancellation)은 피해를 주는 쓰나미 위협이 최종적으로 종료되었을 경우 발령한다. 해안 지역의 해수면 높이 데이터를 평가하여 파괴적인 쓰나미가 예보, 경보, 주의보 지역에 더 이상 영향을 주지 않음이 확인되었을 경우 취소령이 발령된다.

## 같이 보기
- 태평양 지진해일 경보 센터 (PTWC)